# Xavier Desgain
Pour les articles homonymes, voir Desgain.
Xavier Desgain, né à Charleroi le 29 avril 1960 est un homme politique belge, membre d'Ecolo.

Il obtient le diplôme d'ingénieur agronome à l'Université catholique de Louvain.

## Carrière politique
Mandats politiques exercés antérieurement ou actuellement
- 1983-1988 : Conseiller communal à Montigny-le-Tilleul
- 1989-1995 : Conseiller communal à Charleroi
- 1995-2004 : Député wallon et de la Communauté française. Président du groupe Ecolo au Parlement wallon de 1999 à 2004.
- 2006-2018 : Conseiller communal à Charleroi
- 2009-2014 : Député wallon et de la Communauté française. Président faisant fonction du groupe Ecolo au Parlement wallon après le départ de Bernard Wesphael (de mars à avril 2012).
- 2018-2024 : échevin à Charleroi[1].

Il fut également membre de la cellule politique d'Ecolo, chercheur associé à Etopia et administrateur à l’ICDI, l’intercommunale de collecte et de traitement des immondices de la région de Charleroi.